# Кофман, Сара
Сара Кофман (фр. Sarah Kofman, 14 сентября 1934, Париж — 15 октября 1994, там же) — французский философ.

## Биография
Дочь раввина, погибшего в Аушвице. Училась у Жана Ипполита и Жиля Делёза, посещала семинары Ж.Деррида в Эколь Нормаль. С 1970 преподавала в университете Париж I Пантеон-Сорбонна. Вместе с Деррида, Нанси, Лаку-Лабартом руководила серией издательства Galilée «Философия в действии». Выступала с лекциями, участвовала в конференциях и семинарах во многих странах мира.
Покончила с собой в день 150-летия Ницше. Её смерть вызвала сильную реакцию интеллектуального сообщества.

## Труды
Аналитик трудов Ницше и Фрейда, Бланшо, Антельма и Деррида, а также произведений Шекспира, Гофмана, Нерваля, исследовала образ женщины в мировой философии и литературе. Выпустила автобиографическую книгу Улица Ордене, улица Лаба (1994).
Книги и статьи Кофман переведены на многие языки.

## Книги
- L’Enfance de l’art. Une interprétation de l’esthétique freudienne. Paris: Payot, 1970
- Nietzsche et la métaphore. Paris: Payot, 1972
- Camera obscura. De l’idéologie. Paris: Galilée, 1973
- Quatre romans analytiques. Paris: Galilée, 1974
- Autobiogriffures. Paris: Christian Bourgois, 1976.
- Aberrations. Le devenir-femme d’Auguste Comte. Paris: Aubier/Flammarion, 1978.
- Nerval: le charme de la répétition. Lecture de " Sylvie ". Lausanne; Paris: l'Âge d’homme, 1979.
- Nietzsche et la scène philosophique. Paris: Union générale d'éditions, 1979
- L'Énigme de la femme: la femme dans les textes de Freud. Paris: Galilée, 1980
- Le Respect des femmes: Kant et Rousseau. Paris: Galilée, 1982
- Comment s’en sortir ?. Paris: Galilée, 1983
- Un Métier impossible. Lecture de " Constructions en analyse ". Paris: Galilée, 1983
- Lectures de Derrida. Paris: Galilée, 1984
- La Mélancolie de l’art. Paris: Galilée, 1985
- Pourquoi rit-on ? : Freud et le mot d’esprit. Paris: Galilée, 1985
- Paroles suffoquées. Paris: Galilée, 1986
- Conversions. " Le Marchand de Venise « sous le signe de Saturne. Paris: Galilée, 1987
- Socrate(s). Paris: Galilée, 1989
- Séductions. De Sartre à Héraclite. Paris: Galilée, 1990
- Don Juan ou le Refus de la dette. Paris: Galilée, 1991 (в соавторстве с Жан-Ивом Массоном)
- » Il n’y a que le premier pas qui coûte ": Freud et la spéculation. Paris: Galilée, 1991
- Explosion I. De l’Ecce homo de Nietzsche. Paris: Galilée, 1992
- Explosion II. Les enfants de Nietzsche. Paris: Galilée, 1993
- Le mépris des juifs. Nietzsche, les juifs, l’antisémitisme. Paris: Galilée, 1994
- Rue Ordener, rue Labat. Paris: Galilée, 1994
- L’Imposture de la beauté et autres textes. Paris: Galilée, 1995